# Christian Wilhelm Ernst Dietrich

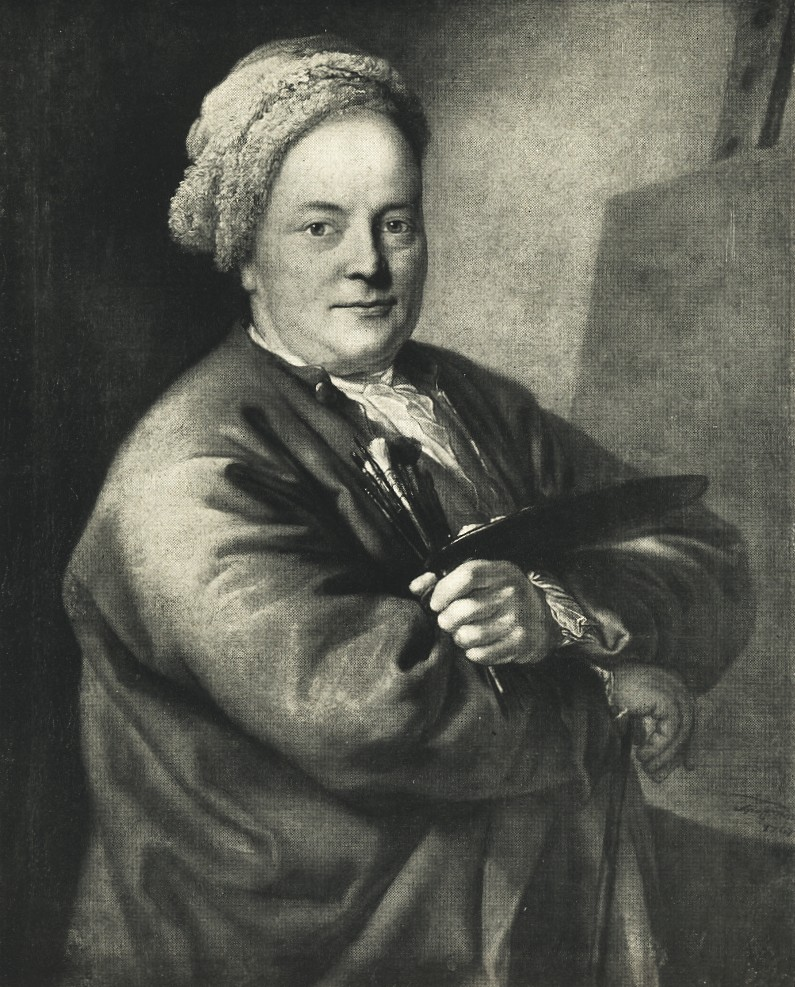
Christian Wilhelm Ernst Dietrich, oljemålning av Anton Graff, 1767.

Christian Wilhelm Ernst Dietrich, född 30 oktober 1712, död 23 april 1774, var en tysk konstnär och grafiker.
Dietrich var från början av 1740-talet främst verksam i Dresden och utnämndes av August III till hovmålare. Senare blev han inspektor för konstakademin där. Dietrich var som målare mycket produktiv och åtnjöt ett stort rykte. Han var en typisk representant för tiden allomfattande eklekticism, och påverkades av de flesta utländska skolornas konst. Särskilt påverkades han av den holländska konsten. Dietrich var också en högt skattad grafiker och efterlämnade ett stort antal grafiska blad.